# Amiwô

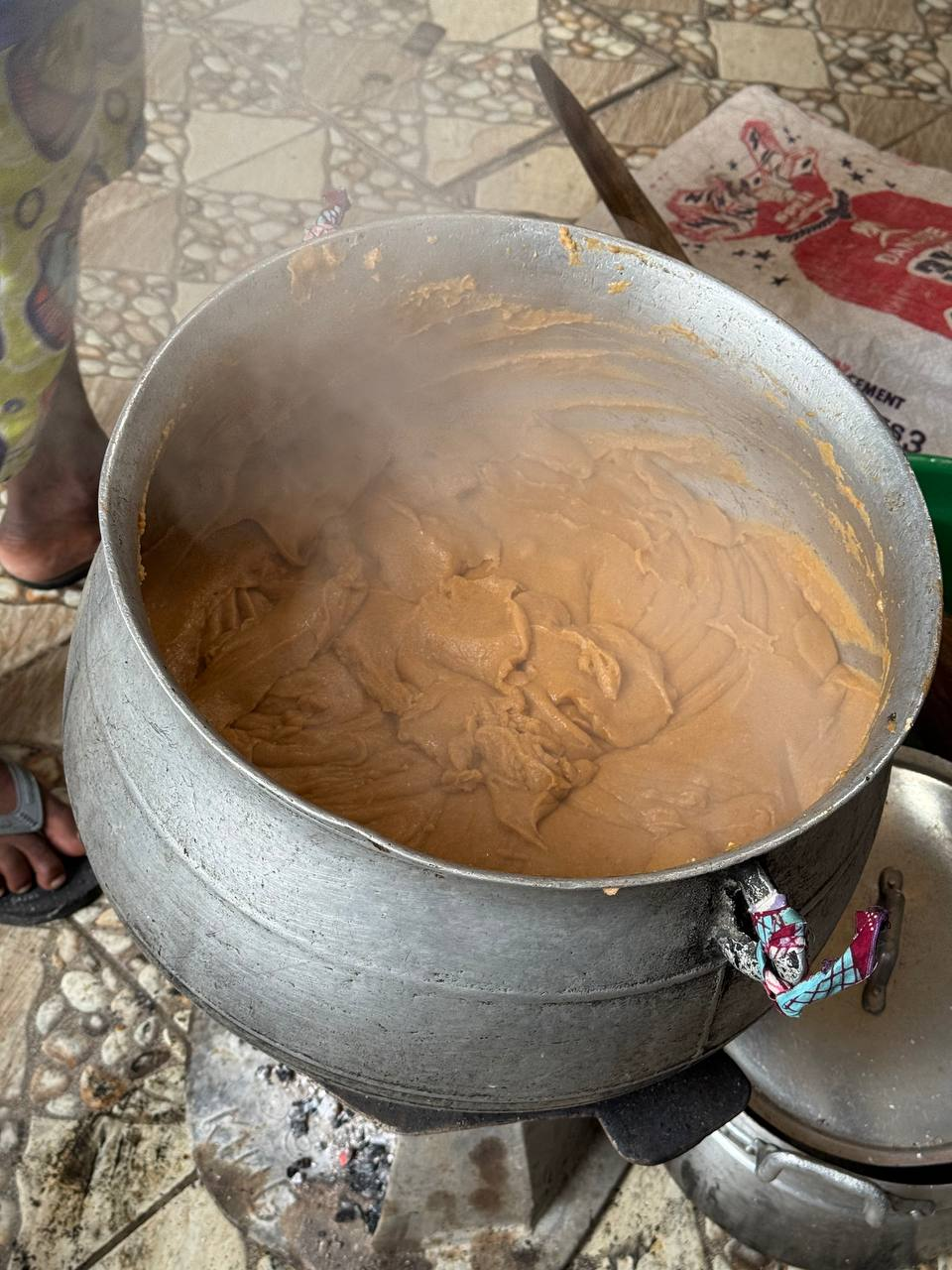
Marmite de pâte rouge

Dans la cuisine béninoise, le amiwô fait référence en langue Fongbé à de la pâte de maïs cuite dans de l'huile. En fon, le amiwô est encore appelé ''djèwô ou djèwɔ̌'' qui veut dire en français la pâte salée par opposition au Wɔ̌ (pâte de maïs) qui est cuisiné sans huile et sans sel. Le amiwô est encore appelé pâte rouge à cause de sa teinte due au fait qu'il est non seulement cuit dans de l'huile et avec du sel mais aussi avec des tomates  ou de l'huile de palme. Contrairement au Wɔ̌ (pâte de maïs) qui se fait très rapidement(30 minutes à 1h), le amiwô prend beaucoup plus de temps (1h à 2h voire plus)
Bien qu'il soit originaire du sud du Bénin, le amiwô est un plat que tous les béninois apprécient. Le amiwô est consommé  à tout moment mais on le rencontre plus lors de certaines fêtes de réjouissances ou des cérémonies d'enterrement.         
Il est consommé en plat de résistance et est généralement accompagné de la viande,,,,,,,,,,.

## Galerie de photos

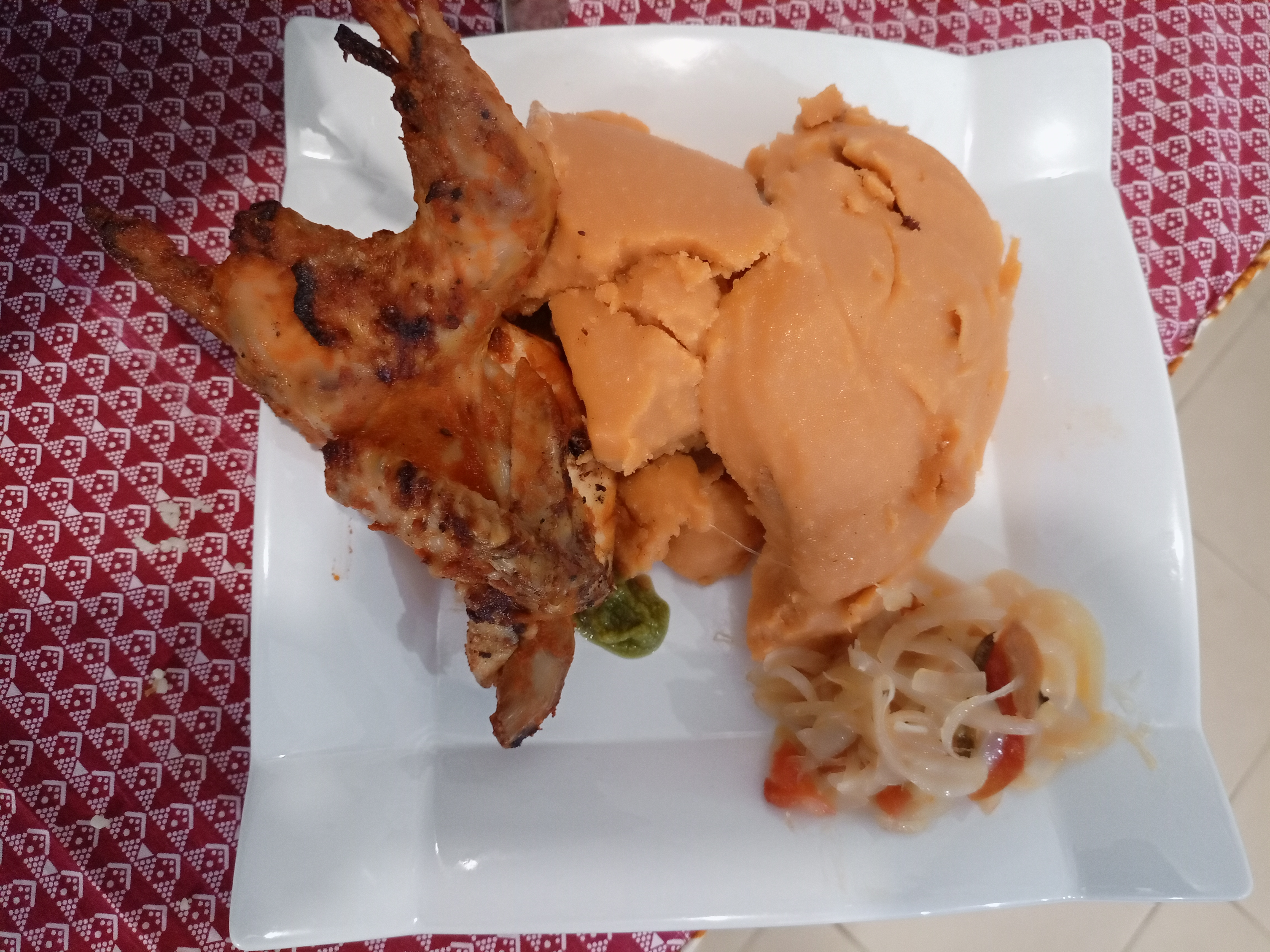
Amiwô accompagné de la viande de poulet
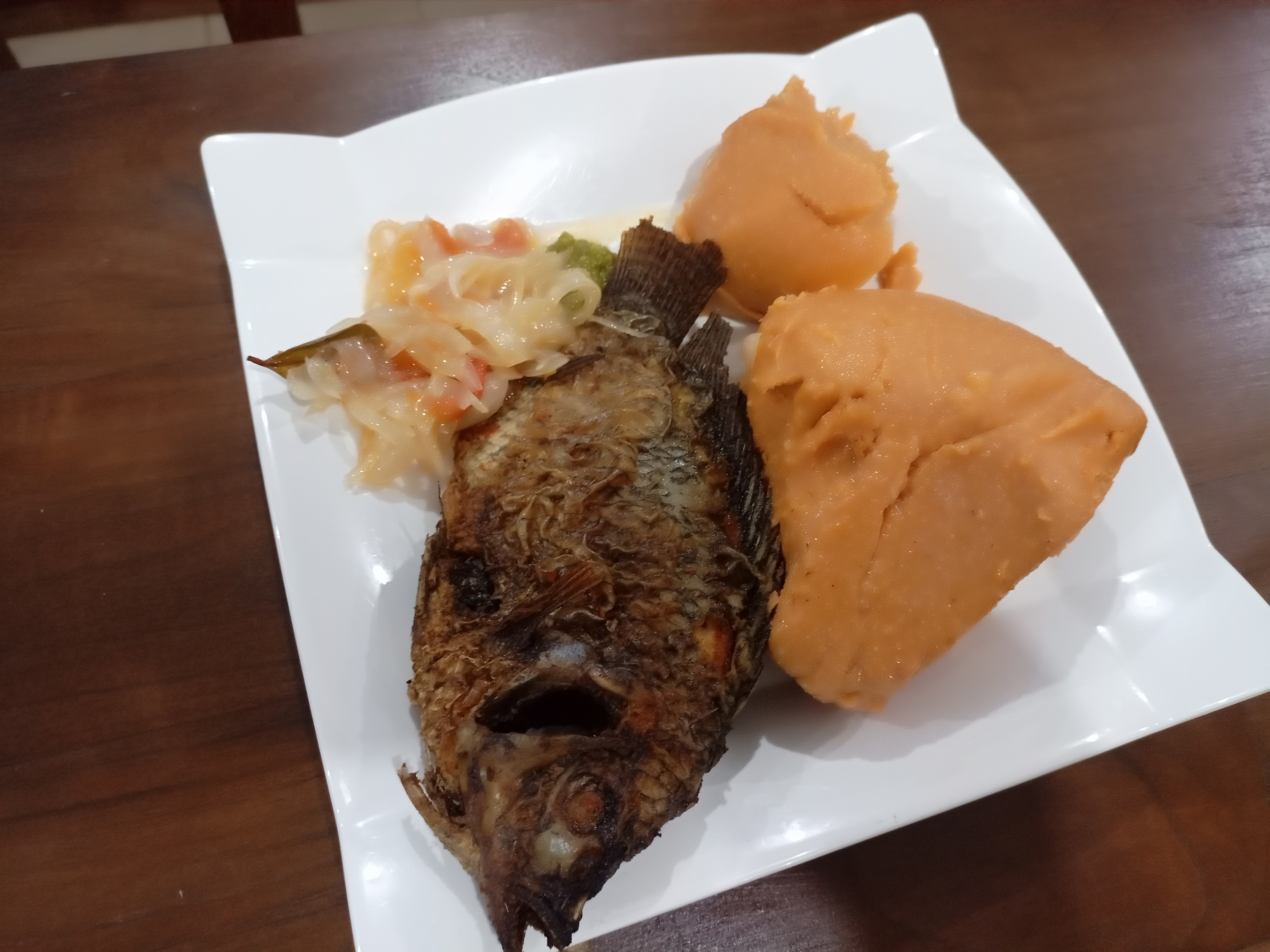
Amiwô accompagné de poisson frit

## Articles Connexes
- Telibɔ̌ wɔ̌
- Wɔ̌ (pâte de maïs)
- Wɔ̌koli